# Scirpodendron ghaeri
Scirpodendron ghaeri là loài thực vật có hoa trong họ Cói. Loài này được (Gaertn.) Merr. miêu tả khoa học đầu tiên năm 1914.